# Yong Pal
Yong Pal (en hangul, 용팔이; romanización revisada, Yongpali), conocida también como The Gang Doctor, es una serie de televisión surcoreana emitida durante 2015 y protagonizada por Joo Won y Kim Tae-hee.
Fue emitida en su país de origen por Seoul Broadcasting System desde el 5 de agosto hasta el 1 de octubre de 2015, finalizando con una longitud de 18 episodios al aire las noches de los miércoles y los jueves a las 21:55 (KST). Fue extendida de 16 episodios inicialmente a 18, obteniendo cuotas de audiencia de hasta el 20%.

## Argumento
Kim Tae-hyun (Joo Won) es un talentoso cirujano. Desesperado por razones económicas, pues necesita dinero para pagar las cuentas médicas de su hermana, adopta el nombre Yong Pal y ofrece su atención médica a quienes lo requieran, pero sin hacerlo públicamente, tratando con criminales y corruptos plutócratas. 
Uniéndose a un grupo de médicos corruptos, Tae-hyun rescata a la denominada bella durmiente Han Yeo-jin (Kim Tae-hee), la hija heredera de un millonario, de un coma inducido, lo que lleva a consecuencias no deseadas.

## Reparto

### Personajes principales
- Joo Won como Kim Tae-hyun, un hábil cirujano que presta sus servicios a delincuentes.
- Kim Tae-hee como Han Yeo-jin, la heredera de un conglomerado industrial a la que sus enemigos han reducido en estado de coma.
- Jo Hyun-jae como Han Do-joon, el hermanastro de Yeo-jin, codicioso de su herencia.
- Chae Jung-ahn como Lee Chae-young, la mujer de Han Do-joon.

### Personajes secundarios
Planta 12 del hospital Hanshin
- Jung Woong-in como el Dr. Lee Ho-joon.
- Bae Hae-sun como la Enfermera Hwang.
- Stephanie Lee como Cynthia.[5][6]

Cercanos a Tae Hyun
- Song Kyung-chul como Do-chul.
- Ahn Se-ha como Man-sik.[7]
- Park Hye-soo como Kim Soo-hyun, hermana menor de Tae-hyun.
- Choi Joon-yong como el padre de Tae-hyun.
- Kim Na-woon, como la madre de Tae-hyun.

Hanshin Group
- Nam Myung Ryul como el padre de Chae Young.
- Jang Gwang como Go Seung-hoon, el presidente de Hanshin Construction.
- Choi Byung-mo como Min, el secretario jefe del Grupo Hanshin.

Policía
- Yoo Seung-mok como el detective Lee Hyung-sa.
- Jo Hwi como Kim Hyung-sa.

Hospital Hanshin
- Kim Mi Kyung como enfermera de cirugía general.
- Jo Bok Rae como Park Tae-yong.
- Cha Soon-bae como Shin Kwa-jang.
- Park Pal Young como Byung Won-jang.
- Oh Na-ra, como enfermera jefe de cuidados intensivos.
- Jung Suk Yong.
- Moon Ji In como la enfermera Song.
- Yoo Joon Hong como un médico residente.
- Lim Hwa-young como Han Song-yi, médico residente.
- Kim Dong Suk como Kim Do-young.
- Kim Kwang-in como Lee Seung-hoon.

### Otros personajes
- Choi Min como Choi Sung Hoon.
- Jung Dong Kyu.
- Kim Ik Tae.
- Jung Kyung Ho como Doo Chul.
- Park Young Soo.
- Im Kang Sung como Cha Se Yoon.
- Isaias Park como Allí.

Apariciones especiales
- Jun Guk Hwan como el presidente Han.
- Kim Na Woon como la madre de Tae Hyun.
- Kwon Tae Won.
- Choo Soo Hyun.

## Recepción

### Audiencia
En Azul la audiencia más baja y en rojo la más alta, correspondientes a las empresas medidoras TNms y AGB Nielsen.
| Ep. #    | Fecha original de emisión | Cuota de pantalla | Cuota de pantalla | Cuota de pantalla | Cuota de pantalla |
| Ep. #    | Fecha original de emisión | TNmS Ratings      | TNmS Ratings      | AGB Nielsen       | AGB Nielsen       |
| Ep. #    | Fecha original de emisión | Nacional          | Seúl              | Nacional          | Seúl              |
| -------- | ------------------------- | ----------------- | ----------------- | ----------------- | ----------------- |
| 1        | 5 de agosto de 2015       | 9.2%              | 11.2%             | 11.6%             | 12.9%             |
| 2        | 6 de agosto de 2015       | 11.8%             | 14.9%             | 14.1%             | 16.0%             |
| 3        | 12 de agosto de 2015      | 12.5%             | 15.8%             | 14.5%             | 16.3%             |
| 4        | 13 de agosto de 2015      | 15.3%             | 18.8%             | 16.3%             | 17.8%             |
| 5        | 19 de agosto de 2015      | 16.4%             | 19.4%             | 18.0%             | 20.3%             |
| 6        | 20 de agosto de 2015      | 18.1%             | 20.7%             | 20.4%             | 22.2%             |
| 7        | 26 de agosto de 2015      | 17.1%             | 21.2%             | 19.2%             | 21.4%             |
| 8        | 27 de agosto de 2015      | 18.4%             | 21.9%             | 20.5%             | 22.8%             |
| 9        | 2 de septiembre de 2015   | 15.7%             | 18.2%             | 17.0%             | 19.1%             |
| 10       | 3 de septiembre de 2015   | 16.3%             | 19.3%             | 17.4%             | 19.3%             |
| 11       | 9 de septiembre de 2015   | 15.9%             | 18.4%             | 19.3%             | 21.7%             |
| 12       | 10 de septiembre de 2015  | 18.2%             | 21.3%             | 19.1%             | 21.0%             |
| 13       | 16 de septiembre de 2015  | 18.0%             | 21.0%             | 21.5%             | 23.7%             |
| 14       | 17 de septiembre de 2015  | 19.5%             | 21.8%             | 20.9%             | 22.3%             |
| 15       | 23 de septiembre de 2015  | 17.8%             | 20.0%             | 20.0%             | 22.3%             |
| 16       | 24 de septiembre de 2015  | 19.2%             | 21.0%             | 20.2%             | 22.3%             |
| 17       | 30 de septiembre de 2015  | 16.4%             | 18.2%             | 18.4%             | 20.0%             |
| 18       | 1 de octubre de 2015      | 19.6%             | 21.4%             | 20.4%             | 21.6%             |
| Promedio | Promedio                  | 16.41%            | 19.14%            | 18.27%            | 20.17%            |

## Premios y candidaturas
| Año  | Premio                    | Categoría                                      | Destinatario                | Resultado | Ref.          |
| ---- | ------------------------- | ---------------------------------------------- | --------------------------- | --------- | ------------- |
| 2015 | 8th Korea Drama Awards    | Mejor Serie                                    | Yong-pal                    | Candidata | [ 10 ] [ 11 ] |
| 2015 | 8th Korea Drama Awards    | Premio Top Excellence, actriz                  | Kim Tae-hee                 | Ganadora  | [ 10 ] [ 11 ] |
| 2015 | 8th Korea Drama Awards    | Mejor guion                                    | Jang Hyuk-rin               | Ganador   | [ 10 ] [ 11 ] |
| 2015 | 4th APAN Star Awards      | Premio Top Excellence, Actor en una miniserie  | Joo Won                     | Candidato | [ 12 ] [ 13 ] |
| 2015 | 4th APAN Star Awards      | Premio Top Excellence, Actriz en una miniserie | Kim Tae-hee                 | Candidata | [ 12 ] [ 13 ] |
| 2015 | 4th APAN Star Awards      | Mejor actriz de reparto                        | Chae Jung-an                | Ganadora  | [ 12 ] [ 13 ] |
| 2015 | 2015 Hallyu Awards        | Mejor serie                                    | Yong-pal                    | Ganadora  | [ 14 ]        |
| 2015 | Grimae Awards             | Gran Premio                                    | Yoon Dae-young, Choi Je-rak | Ganadores | [ 15 ] [ 16 ] |
| 2015 | Grimae Awards             | Mejor director                                 | Oh Jin-seok                 | Ganador   | [ 15 ] [ 16 ] |
| 2015 | 23rd SBS Drama Awards     | Gran Premio (Daesang)                          | Joo Won                     | Ganador   | [ 17 ]        |
| 2015 | 23rd SBS Drama Awards     | Premio Top Excellence, Actor en una miniserie  | Joo Won                     | Candidato | [ 17 ]        |
| 2015 | 23rd SBS Drama Awards     | Premio Top Excellence, Actriz en una miniserie | Kim Tae-hee                 | Ganadora  | [ 17 ]        |
| 2015 | 23rd SBS Drama Awards     | Premio especial, Actor en una miniserie        | Jung Woong-in               | Candidato | [ 17 ]        |
| 2015 | 23rd SBS Drama Awards     | Premio especial, Actor en una miniserie        | Jo Hyun-jae                 | Candidato | [ 17 ]        |
| 2015 | 23rd SBS Drama Awards     | Premio especial, Actriz en una miniserie       | Bae Hye-sun                 | Candidata | [ 17 ]        |
| 2015 | 23rd SBS Drama Awards     | Premio PD                                      | Joo Won                     | Candidato | [ 17 ]        |
| 2015 | 23rd SBS Drama Awards     | Top 10 Stars                                   | Joo Won                     | Ganador   | [ 17 ]        |
| 2015 | 23rd SBS Drama Awards     | Top 10 Stars                                   | Kim Tae-hee                 | Ganadora  | [ 17 ]        |
| 2015 | 23rd SBS Drama Awards     | Premio a la popularidad Netizen China          | Joo Won                     | Ganador   | [ 17 ]        |
| 2015 | 23rd SBS Drama Awards     | Premio a la popularidad Netizen China          | Kim Tae-hee                 | Candidata | [ 17 ]        |
| 2015 | 23rd SBS Drama Awards     | Premio a la popularidad Netizen                | Joo Won                     | Candidato | [ 17 ]        |
| 2015 | 23rd SBS Drama Awards     | Premio a la popularidad Netizen                | Kim Tae-hee                 | Candidata | [ 17 ]        |
| 2015 | 23rd SBS Drama Awards     | premio Mejor pareja                            | Joo Won and Kim Tae-hee     | Ganadores | [ 17 ]        |
| 2016 | 52nd Baeksang Arts Awards | Mejor actor (TV)                               | Joo Won                     | Candidato | [ 18 ]        |

## Emisión internacional
- Filipinas: GMA Network.
- Francia: Gong (2016).
- Indonesia: One TV Asia (2015).
- Israel: Viva (2016).[19]
- Japón: KNTV (2015) y TV Asahi (2018).
- Malasia: One TV Asia (2015).
- Singapur: One TV Asia (2015).